# Cybianthus spicatus
Cybianthus spicatus là một loài thực vật có hoa trong họ Anh thảo. Loài này được (Kunth) G.Agostini mô tả khoa học đầu tiên năm 1980.